# Habib el-Adli
Habib Ibrahim El-Adli (en arabe : حبيب إبراهيم العادلي), né le 1er mars 1938, fut ministre de l'Intérieur égyptien de 1997 à 2011. 

## Formation
El-Adli est diplômé de l'Académie de police en 1961. 

## Carrière
Après avoir travaillé dans différents services de renseignements, il fut employé au Ministère des affaires étrangères de 1982 à 1984. Il se spécialisa alors dans les questions de sécurité intérieure et fut ministre adjoint de l'intérieur en 1993. 

## À la tête duministère de l'Intérieur égyptien
Il remplaça le général Hassan al-Alfi en tant que ministre de l'intérieur après le massacre de Louxor. La répression contre les mouvements islamistes s'accentue, tandis que la surveillance de la population continue : écoute téléphonique des particuliers, arrestations et intimidation dont la mort de Khaled Saïd devient emblématique, usage de la torture.
Au moment de l'attentat du 1er janvier 2011 à Alexandrie, il déclare lors d'une déclaration télévisée que son gouvernement est en possession d'éléments probants qui incrimineraient un groupe palestinien lié au réseau Al-Qaïda, l'Armée de l'Islam. Cette dernière a rapidement démenti l'accusation d'el-Adli.

## Procès
Considéré par la population comme le "ministre de la Torture" et comme responsable des effusions de violence dans la répression des manifestations de février 2011, il est remplacé par Mahmoud Wagdi le 31 janvier 2011, au moment du remaniement ministériel destiné à apaiser les manifestants de la place Tahrir
Au moment de la révolution, le procureur général égyptien a annoncé une interdiction de sortie de territoire à l'encontre d'el-Adli. Puis, après la démission d'Hosni Moubarak, il est arrêté pour corruption, et ses avoirs sont gelés par requête judiciaire. On estime la fortune d'El-Adli à 1,2 milliard de dollars.
Des soupçons, relayés par Al-Arabiya et Al Jazeera d'après une source diplomatique britannique, pèsent également sur une participation du ministre à l'attentat perpétré le 1er janvier à Alexandrie,, l'attentat servant à unir les Égyptiens derrière le gouvernement contre une menace de l'islamisme radical, une semaine après le début des troubles en Tunisie qui menaçaient de se propager.
Arrêté le 17 février, il est jugé dans plusieurs affaires différentes :
- le procès pour « blanchiment d’argent »[13] et abus de pouvoir s’ouvre le 5 mars devant le 17e arrondissement du tribunal pénal de Giza[réf. nécessaire], près du Caire[14]. Il est condamné pour ces deux crimes respectivement à 7 et 5 ans de prison, soit un total de 12 ans, le 5 mai 2011[15],[16] ;
- le 28 mai, il est condamné par la Haute cour administrative du Caire à une amende de 300 millions de livres égyptiennes (35 millions d'euros), pour avoir donné son accord à la coupure d'Internet et des réseaux de téléphonie mobile à partir du 28 janvier et pendant sept jours consécutifs. Cette condamnation est motivée par les pertes provoquées à l'économie, non par l'entrave aux droits d'expression des idées[17],[18] ;
- le procès pour la répression de la révolution du 25 janvier ayant fait 846 morts, dans lequel il est jugé en compagnie de six de ses collaborateurs, commence le 26 avril, puis est reporté au 21 mai[14].

Habib El-Adli est considéré comme la personnalité la plus détestée par les Égyptiens, en raison notamment de son rôle majeur dans la répression sanglante perpétrée contre les insurgés, à la tête des services de sécurité lors de la révolution égyptienne du 25 janvier 2011.
En juin 2014, il est acquitté pour une affaire de corruption.
Le 15 mars 2015, il est acquitté pour une autre affaire de corruption et libéré.
Le 5 décembre 2017, il est de nouveau arrêté pour purger une autre peine de prison, pour laquelle il a été condamné en avril 2017 pour sept ans. Le 11 janvier 2018, la Cour de cassation annule sa condamnation.